# Jeroen Goudt

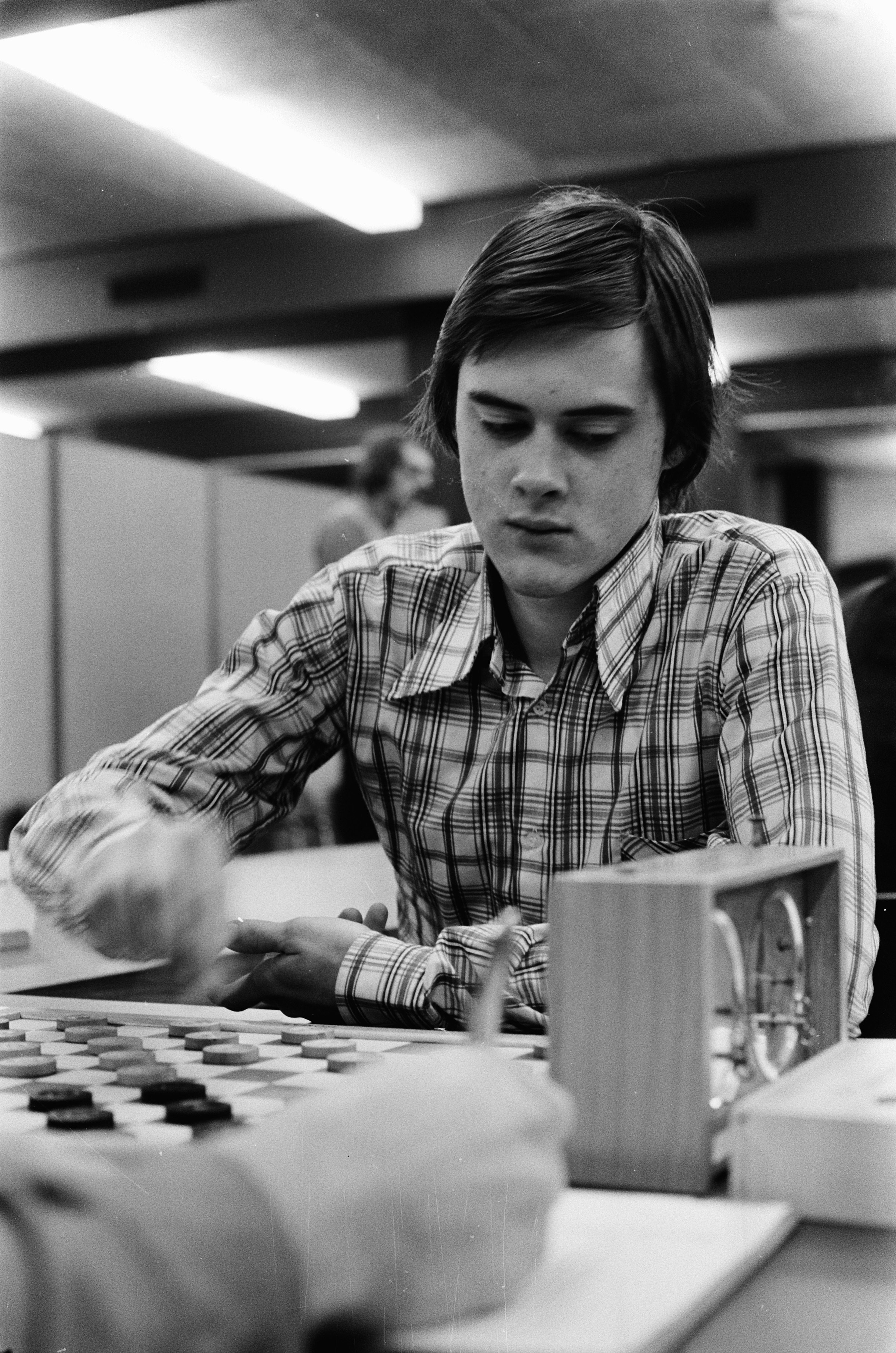
Jeroen Goudt op het NK dammen 1975.

J.H.A. (Jeroen) Goudt (Amsterdam, 14 juni 1953) is een Nederlands politicus van het CDA en dammer.
Van 1980 tot 1994 was hij docent op het Ichthus College in Enschede (thans Bonhoeffer College) waar hij maatschappijleer, geschiedenis en economie doceerde. In 1989 nam hij deel aan het Nederlands kampioenschap dammen 1989. Goudt was wethouder in Enschede van 1994 tot 2010 en in die functie verantwoordelijk voor de nazorg aan de slachtoffers van de vuurwerkramp. In zijn laatste jaren als wethouder was hij bij Regio Twente verantwoordelijk voor de portefeuille Mobiliteit.
Van 14 februari 2011 tot 15 mei 2013 was hij waarnemend burgemeester in de gemeente Hof van Twente. In mei 2013 werd hij opgevolgd door H.A.M. Nauta-van Moorsel.